# Omar ibn Abd al-Aziz
Omar ibn Abd al-Aziz ibn Marvan (arabsko عُمَر بْن عَبْد الْعَزِيز بْن مَرْوَان, romanizirano ʿUmar ibn ʿAbd al-ʿAzīz ibn Marwān) je bil osmi omajadski kalif, ki je vladal od leta 717 do svoje smrti leta 720, * okoli 680, † februar 720. 
Omarju pripisujejo zasluge, da je uvedel pomembne reforme osrednje vlade Omajadskega kalifata, tako da je postala veliko bolj učinkovita in enakopravna. Njegovo vladavino zaznamujeta prva uradna zbirka hadisov in zapovedano univerzalno izobraževanje prebivalstva. 
Na Kitajsko in v Tibet je odposlal odposlance, ki so njune vladarje pozvali, naj sprejmejo islam. Med njegovo triletno vladavino so islam sprejeli ogromni deli prebivalstva Perzije in Egipta. Ukazal je tudi umik muslimanskih sil z različnih front, kot so Konstantinopel, Srednja Azija in Septimanija. Omajadi so med njegovo vladavino kljub temu pridobili velika nova ozemlja na Iberskem polotoku. 
Mnogi menijo, da je Omar prvi mudžadid in po mnenju nekaterih sunitskih učenjakov šesti pravični kalif islama po Hasanu ibn Aliju. Častno so ga imenovali Omar al-Thani (Omar II.) po njegovem pradedu po materini strani, kalifu Omarju (vl. 634–644). 

## Zgodnje življenje
Omar je bil rojen verjetno v Medini okoli leta 680.  Njegov oče Abd al-Aziz ibn Marvan je pripadal premožnemu klanu Omajadov, ki je vladal v mestu, medtem ko je bila njegova mati Lejla bint Asim vnukinja drugega rašidunskega kalifa Omarja (vl. 634–644).
V času njegovega rojstva je druga veja Omajadov, Sufjanidi, vladala iz svojega glavnega mesta Damask. Ko sta vladajoči kalif Jazid I. (vladal 680–683) ter njegov sin in naslednik Muavija II. (vladal 683–684) hitro zaporedoma umrla leta 683 oziroma 684, je oblast Omajadov v kalifatu propadla. Privrženci rivalskega kalifa Abd Alaha ibn al-Zubajrja (vladal 683–692), ki je imel sedež v Meki, so izgnali Omajade iz Hedžasa, vključno z Medino. Omajadski izgnanci so se zatekli v Sirijo, kjer so dinastijo podpirala lokalna arabska plemena. Ta plemena so nazadnje priznala Omarjevega starega očeta Marvana I. (vladal 684–685) za kalifa in s tem potrdila oblast Omajadov v Siriji.
Leta 685 je Marvan I. iz Egipta izgnal Ibn al-Zubajrovega guvernerja in za novega guvernerja imenoval Omarjevega očeta. Umar je del otroštva preživel v Egiptu, večinoma v Hulvanu, ki je bil od leta 686 do očetove smrti leta 705 sedež guvernerja. Omar se je ne glede na to izobraževal v Medini,  ki so jo leta 692 ponovno zavzeli Omajadi pod Omarjevim stricem, kalifom Abd al-Malikom (vladal 685–705). Ker je velik del svoje mladosti preživel v Medini, je Omar razvil vezi z mestnimi pobožnimi možmi in prenašalci hadisov. Po smrti Omarjevega očeta je Abd al-Malik poklical Omarja v Damask, kjer je uredil njegovo poroko s svojo hčerko Fatimo. Omar je imel še dve ženi: svojo sestrično po materi Um Šuajb ali Um Utman in Lamis bint Ali iz plemena Balharitov. S svojimi ženami je imel sedem znanih otrok, s priležnicami pa še sedem drugih.

## Guverner Medine
Abd al-Malikov sin in naslednik  al-Valid I. (vladal 705–715) je kmalu po prihodu na oblast imenoval Omarja za guvernerja Medine. Omar naj bi spravil medinske meščane z omajadsko vlado in "izbrisal slab spomin" na predhodne omajadske guvernerje, zlasti Hišama ibn Ismaila al-Mahzumija, čigar vladavina je hudo prizadela njenene prebivalce. Omar je položaj guvernerja prevzel februarja/marca 706. Njegova jurisdikcija se je kasneje razširila na Meko in Taif.
Podatkov o njegovem guvernerstvu je malo, vendar večina tradicionalnih poročil pravi, da je bil "pravičen guverner". Pogosto je vodil letno romanje v Meki in bil naklonjen islamskim pravnim učenjakom v Medini, zlasti Saidu ibn al-Musajabu. Omar je več tem učenjakom dopuščal odkrito kritiko  ravnanja omajadske vlade. Drugi viri trdijo, da se je v zgodnji karieri pokazal kot materialist. Na al-Validov ukaz se je leta 707 lotil rekonstrukcije in razširitve Prerokove mošeje v Medini. Pod Omarjevo na splošno popustljivo vladavino je Hedžas postal zatočišče iraških političnih in verskih izgnancev, ki so bežali pred preganjanjem al-Hadžaja ibn Jusufa, al-Validovega močnega podkralja vzhodne polovice kalifata.

## Dvorjan al-Valida in Sulejmana
Al-Valid je ostal naklonjen Omarju tudi potem, ko ga je odpoklical s položaja guvernerja. Omar je na al-Validovem dvoru ostal do kalifove smrti leta 715 in opravil pogrebne molitve za pokojnim kalifom. Kalifov brat in naslednik Sulejman ibn Abd al-Malik (vladal 715–717) je Omarja zelo cenil  in ga imel za svojega glavnega svetovalca. Omar je kalifa spremljal na romanje v Meko in po vrnitvi v Jeruzalem leta 717  usmerjal obsežne vojaške priprave za osvojitev bizantinske prestolnice Konstantinopel.

## Kalif

### Pristop
Po zapisih v tradicionalnih muslimanskih virih je Radža Sulejmana na smrtni postelji prepričal, naj za svojega naslednika imenuje Omarja.  Sulejmanov prvotni kandidat je bil njegov sin Ajub, vendar je umrl pred njim. Drugi njegovi sinovi so bili ali premladi ali so se borili na bizantinski fronti. Povzdigovanje Omarja, člana kadetske veje dinastije, nad številne Abd al-Malikove potomce,  je te prince presenetilo. Hišam ibn Abd al-Malik je jasno izrazil svoje nasprotovanje, vendar je popustil, ko so mu zagrozili z nasiljem.  Grozeči znotrajdinastični konflikt je preprečila določba, da bo Omarjev naslednik Abd al-Malikov sin Jazid II. Omar je nato brez večjega nasprotovanja prevzel oblast 22. septembra 717.

### Reforme
Najpomembnejša Omarjeva reforma je bila uveljavitev enakopravnosti Arabcev in mavalijev (nearabskih muslimanov). To je veljalo predvsem za nearabske enote v muslimanski vojski, ki niso bile upravičene do enakih deležev plena, zemljišč in plač kot arabski vojaki. Politika je veljala tudi za muslimansko družbo na splošno. Pod prejšnjimi omajadskimi vladarji so imeli arabski muslimani določene finančne privilegije pred nearabskimi muslimani. Od nearabskih spreobrnjencev v islam se je še vedno pričakovalo, da bodo plačevali džizjo (davek), ki so ga plačevali pred spreobrnitvijo v islam. Omar je uveljavil nov sistem, ki je vse muslimane, ne glede na njihovo preteklost, oprostil plačevanja džizja. Sistemu je dodal tudi nekaj zaščitnih ukrepov, da bi preprečil, da bi množična spreobrnitev v islam ogrozila državne finance. V skladu z novo davčno politiko spreobrnjeni mavaliji ne bi plačevali džizje ali katerega koli drugega davka, predpisanega za nemuslimane,  vendar bi po spreobrnitvi njihova zemlja postala last njihovih vasi in bi tako ostala zavezana plačevanja polnega zemljiškega davka (harač). V odloku o obdavčitvi je zapisal: 
Kdor koli sprejme islam, bodisi kristjan, jud ali zoroaster, od tistih, ki so zdaj podvrženi davkom, in se pridruži telesu muslimanov v njihovem bivališču, pri čemer zapusti bivališče, v katerem je bil prej, bo imel enake pravice in dolžnosti kot muslimani, oni pa so se dolžni družiti z njim in ga obravnavati kot sebi enakega.
Omar je, verjetno zato, da bi preprečil morebiten povratni udar nasprotnikov izravnalnih ukrepov, razširil prizadevanje za islamizacijo, ki se je vztrajno krepila pod njegovimi marvanidskimi predhodniki. Prizadevanje je vključevalo ukrepe za razlikovanje med muslimani in nemuslimani in začetek islamskega ikonoklazma. Omar je tudi ustavil obredno preklinjanje kalifa Alija (vladal 656–661), Mohamedovega bratranca in zeta, v petkovih molitvenih pridigah.
Omarju se pripisuje zasluge, da je naročil urejanje prve uradne zbirke hadisov, izrekov in dejanj, pripisanih islamskemu preroku Mohamedu, v strahu, da bi se kakšen izgubil. 

### Uprava provinc
Kmalu po svojem pristopu je Omar temeljito prenovil uprave provinc.  Na mesta guvernerjev je imenoval kompetentne ljudi, ki jih je lahko nadziral, kar kaže na njegov namen, "da bo skrbno nadziral deželno upravo".
Ogromno provinco, ki je obsegala Irak in vzhodni del kalifata pod Abd al-Malikovim podkraljem al-Hadžajem ibn Jusufom, je razdelil na tri province. Jazida ibn al-Muhalaba je odpustil in aretiral, ker ni posredoval plena iz osvajanja Tabaristana ob južni kaspijski obali v zakladnico kalifata. Za guverjerje treh novih provinc in Džazire je imenoval sebi zveste zanesljive osebe.
Za guvernerja al-Andaluza (Iberski polotok) in Ifrikije (Severna Afrika) je imenoval al-Samha ibn Malika al-Havlanija za al-Andaluz in  Ismaila ibn Abd Alaha za Ifrikijo. Izbral ju je zaradi njune domnevne nevtralnosti v plemenskem frakcionarstvu med Kajsi in Jamani in pravičnosti do zatiranih.

### Vojaška politika
Kmalu po prevzemu oblasti je proti koncu leta 717  ukazal umik muslimanske vojske, ki ji je poveljeval njegov bratranec Maslama ibn Abd al-Malik, iz njihovega neuspešnega obleganja Konstantinopla, vsakoletne poletne napade na bizantinsko mejo pa je nadaljeval zaradi obveznosti džihada. On sam je živel v severni Siriji, pogosto na svojem posestvu Hunasira, kjer je zgradil utrjen štab.
Leta 717 je poslal vojsko pod vodstvom Ibn Hatima ibn al-Numana al-Bahilija v Azerbajdžan, da bi razbil skupino Turkov, ki so napadali provinco. Leta 718 je napotil iraške in sirske čete, da bi zatrle upor Šavdhaba al-Jaškurija v Iraku, čeprav nekateri viri pravijo, da se je upor končal po diplomatski poti.
Sodobni viri Omarja pogosto opisujejo kot pacifista. Kalifovo  utrujenost od vojne se pripisuje zaskrbljenosti zaradi vse manjših sredstev kalifove zakladnice. Osvajalskim vojnam vsekakor ni bil naklonjen, saj je dobro vedel, da se ne vodijo za Boga, ampak zavoljo plena. Bolj kot vse to so bile verjetno pomembne velike izgube med obleganjem Konstantinopla, vključno z uničenjem njihove mornarice. Al-Andaluz, ločen z morjen od vzhodnega dela kalifata, in Kilikija sta postala ranljiva za bizantinske napade z morja. Omar je zato razmišljal  o umiku muslimanskih sil iz teh dveh regij. Ista računica ga je pripeljala tudi do razmišljanja o umiku muslimanskih sil iz Transoksanije, da bi okrepil obrambo Sirije. Šaban meni, da so bila Omarjeva prizadevanja za zajezitev ofenziv povezana tudi z nezadovoljstvom v vojski. Ustavil je nadaljnje širjenje kalifata  proti vzhodu, uveljavitev islama v številnih mestih v Transoksijani pa je preprečila umik arabskih čet od tam. Med njegovo vladavino so muslimanske sile v al-Andaluzu osvojile in utrdile sredozemsko obalno mesto Narbonne v današnji Franciji.

## Smrt
Na poti iz Damaska v Alep ali morda na svoje posestvo Hunasira je Omar zbolel in med 5. februarjem in 10. februarjem 720 v vasi Dajr Siman umrl, star 39 let. Pokopan je bil v vasi, kjer je umrl. Ruševine njegove grobnice, zgrajene neznano kdaj, so še vidne. Nasledil ga je Jazid II.

## Ocena vladanja in zapuščina
Soglasno mnenje v muslimanskih tradicionalnih virih je, da je bil Omar pobožen in vladal kot pravi musliman v popolnem nasprotju z drugimi omajadskimi kalifi, ki so na splošno veljali za "brezbožne uzurpatorje, tirane in nastopače". Tradicija priznava Omarja za avtentičnega kalifa, medtem ko so ostali Omajadi veljali za kralje. Zaradi tega in njegove kratke vladavine je težko oceniti njegove dosežke in motive. Po oceni nekaterih zgodovinarjev je poskušal  preprečiti propad kalifata z "ohranjanjem enotnosti Arabcev, odpravljanjem zamer mavalijev in usklajevanjem političnega življenja z zahtevami vere".

## Predniki
|  |                                  |  |  |  |  |  |  |  |  |  |  |  |  |  |  |  |
|  | 8. Al-Hakam ibn Abi al-As        |  |  |  |  |  |  |  |  |  |  |  |  |  |  |  |
|  |                                  |  |  |  |  |  |  |  |  |  |  |  |  |  |  |  |
|  |                                  |  |  |  |  |  |  |  |  |  |  |  |  |  |  |  |
|  | 4. Marvan I.                     |  |  |  |  |  |  |  |  |  |  |  |  |  |  |  |
|  |                                  |  |  |  |  |  |  |  |  |  |  |  |  |  |  |  |
|  |                                  |  |  |  |  |  |  |  |  |  |  |  |  |  |  |  |
|  | 9. Amina bint Alkama al-Kinanija |  |  |  |  |  |  |  |  |  |  |  |  |  |  |  |
|  |                                  |  |  |  |  |  |  |  |  |  |  |  |  |  |  |  |
|  |                                  |  |  |  |  |  |  |  |  |  |  |  |  |  |  |  |
|  | 2. Abd al-Aziz ibn Marvan        |  |  |  |  |  |  |  |  |  |  |  |  |  |  |  |
|  |                                  |  |  |  |  |  |  |  |  |  |  |  |  |  |  |  |
|  |                                  |  |  |  |  |  |  |  |  |  |  |  |  |  |  |  |
|  | 10. Zaban ibn al-Asbah al-Kalbi  |  |  |  |  |  |  |  |  |  |  |  |  |  |  |  |
|  |                                  |  |  |  |  |  |  |  |  |  |  |  |  |  |  |  |
|  |                                  |  |  |  |  |  |  |  |  |  |  |  |  |  |  |  |
|  | 5. Lejla bint Zaban              |  |  |  |  |  |  |  |  |  |  |  |  |  |  |  |
|  |                                  |  |  |  |  |  |  |  |  |  |  |  |  |  |  |  |
|  |                                  |  |  |  |  |  |  |  |  |  |  |  |  |  |  |  |
|  | 1. Omar II., 8. omajadski kalif  |  |  |  |  |  |  |  |  |  |  |  |  |  |  |  |
|  |                                  |  |  |  |  |  |  |  |  |  |  |  |  |  |  |  |
|  |                                  |  |  |  |  |  |  |  |  |  |  |  |  |  |  |  |
|  | 12. Omar, 2. rašidunski kalif    |  |  |  |  |  |  |  |  |  |  |  |  |  |  |  |
|  |                                  |  |  |  |  |  |  |  |  |  |  |  |  |  |  |  |
|  |                                  |  |  |  |  |  |  |  |  |  |  |  |  |  |  |  |
|  | 6. Asim ibn Omar                 |  |  |  |  |  |  |  |  |  |  |  |  |  |  |  |
|  |                                  |  |  |  |  |  |  |  |  |  |  |  |  |  |  |  |
|  |                                  |  |  |  |  |  |  |  |  |  |  |  |  |  |  |  |
|  | 13. Džamila bint Tabit           |  |  |  |  |  |  |  |  |  |  |  |  |  |  |  |
|  |                                  |  |  |  |  |  |  |  |  |  |  |  |  |  |  |  |
|  |                                  |  |  |  |  |  |  |  |  |  |  |  |  |  |  |  |
|  | 3. Um Asim bint Asim             |  |  |  |  |  |  |  |  |  |  |  |  |  |  |  |
|  |                                  |  |  |  |  |  |  |  |  |  |  |  |  |  |  |  |
|  |                                  |  |  |  |  |  |  |  |  |  |  |  |  |  |  |  |